# Las Vegas Film Critics Society Award per il miglior adattamento
Il Las Vegas Film Critics Society Award per il miglior adattamento è una categoria di premi assegnata da Las Vegas Film Critics Society, per il miglior adattamento cinematografico dell'anno. È stata assegnata solo nel 1999 e nel 2000 come sottocategoria della migliore sceneggiatura ed è opposta alla migliore sceneggiatura originale.

## Vincitori e candidati
I vincitori sono indicati in grassetto.
- 1999
  - Kimberly Peirce ed Andy Bienen - Boys Don't Cry (Boys Don't Cry)
  - Jim Taylor ed Alexander Payne - Election (Election)
  - Michael Mann ed Eric Roth - Insider - Dietro la verità (The Insider)
  - Anthony Minghella - Il talento di Mr. Ripley (The Talented Mr. Ripley)
  - Julie Taymor - Titus (Titus)
- 2000
  - Steve Kloves - Wonder Boys (Wonder Boys)
  - Ted Tally - Passione ribelle (All the Pretty Horses)
  - Mary Harron e Guinevere Turner - American Psycho (American Psycho)
  - Doug Wright - Quills - La penna dello scandalo (Quills)
  - Sofia Coppola - Il giardino delle vergini suicide (The Virgin Suicides)